# Paul Crokaert
Pour les articles homonymes, voir Crokaert.
Paul Crokaert (Bruxelles, 1er décembre 1875 - Bruxelles, 4 avril 1955) est un homme politique belge, membre du Parti catholique.

## Biographie
Paul Gustave Corneille Crokaert, né à Bruxelles le 1er décembre 1875, est le fils de Théodule Crockaert, agent commercial à Bruxelles, et de Catherine Bataille. Le 23 juillet 1900, il épouse Marie Mayer, fille du greffier de la Cour des comptes, en la cathédrale Saints-Michel-et-Gudule à Bruxelles.
Il est docteur en droit, devient avocat et bâtonnier de Bruxelles au cours des années judiciaires 1929-1930 et 1930-1931. Il est président de l'Union Internationale des Avocats de 1930 à 1931. 
Il est sénateur de 1929 à 1946, ministre des Colonies du 15 juin 1931 au 28 mai 1932 dans le gouvernement Renkin puis ministre de la Défense du 28 mai 1932 au 23 octobre 1932 dans le même gouvernement Renkin.
Il a écrit plusieurs ouvrages : 
- L'Immortelle de la mêlée, Édition Perrin et cie. 1919 ;
- Brialmont : éloge et mémoires, Édition d'histoire nationale et d'art militaire, 1925 ;
- La Réforme de l'État, Les éditions Rex, 1933.

À la suite de son décès à Bruxelles, 4 avril 1955, ses funérailles officielles sont célébrées le 8 avril 1955, à l'église Notre-Dame du Sablon à Bruxelles et il est inhumé au Cimetière de Bruxelles à Evere.

## Distinctions
- Grand-croix de l'ordre de Léopold II (Belgique).
- Grand-croix de l'ordre de la Couronne de chêne en 1938 (Luxembourg).